# (213636) Gajdoš
(213636) Gajdoš est un astéroïde de la ceinture principale d'astéroïdes.

## Description
(213636) Gajdos est un astéroïde de la ceinture principale d'astéroïdes. Il fut découvert le 20 août 2002 à l'Observatoire Palomar par le programme NEAT. Il présente une orbite caractérisée par un demi-grand axe de 2,66 UA, une excentricité de 0,11 et une inclinaison de 6,0° par rapport à l'écliptique.

## Compléments